# Équipe de France de football en 1963
Chronologie
Saison précédente Saison suivante
Cet article traite de l'année 1963 de l'équipe de France de football.
- L'année 1963 fut l'une des moins désastreuses des années noires du football français puisque la France se qualifie pour les quarts de finale du Championnat d'Europe de football 1964, grâce à  la victoire 3-1 contre la Bulgarie au Parc des Princes le 26 octobre 1963. Cette victoire fait naître beaucoup d'espoirs, après la défaite à Sofia 0-1[1].
- Kopa refuse de jouer après un différend avec le sélectionneur Georges Verriest, et est donc suspendu 2 mois et demi. Il est aussi condamné pour avoir dit que les joueurs de football étaient des esclaves. Il s'insurgeait contre les contrats liant les joueurs à leur club jusqu'à l'âge de 35 ans.
- Marcel Loncle, pour refus de sélection, est suspendu 15 jours.

## Les matchs
| Date              | Stade                                           | Adversaire | Score | Comp                   | Buteurs français                                     |
| 9 janvier 1963    | Nou Camp Barcelone, Espagne                     | Espagne    | N 0-0 | A                      | -                                                    |
| 27 février 1963   | Parc des Princes Paris, France                  | Angleterre | V 5-2 | CE (tour préliminaire) | Wisnieski (3e, 75e), Douis (32e), Cossou (43e & 82e) |
| 17 avril 1963     | Feyenoord Stadion Rotterdam, Pays-Bas           | Pays-Bas   | D 0-1 | A                      | -                                                    |
| 28 avril 1963     | Stade olympique Yves-du-Manoir Colombes, France | Brésil     | D 2-3 | A                      | Wisnieski (70e) & Di Nallo (82e)                     |
| 29 septembre 1963 | Vasil Levski Sofia, Bulgarie                    | Bulgarie   | D 0-1 | CE (1/8 aller)         | -                                                    |
| 26 octobre 1963   | Parc des Princes Paris, France                  | Bulgarie   | V 3-1 | CE (1/8 retour)        | Goujon (44e & 81e) & Herbin (78e)                    |
| 11 novembre 1963  | Parc des Princes Paris, France                  | Suisse     | N 2-2 | A                      | Buron (18e) & Lech (31e)                             |
| 25 décembre 1963  | Parc des Princes Paris, France                  | Belgique   | D 1-2 | A                      | Masnaghetti (13e)                                    |

A : match amical. CE : Championnat d'Europe de football 1964

## Les joueurs
| Joueurs                                                        |    |    |    |     |    |    |    |    |
| Gardiens de but                                                |    |    |    |     |    |    |    |    |
| Pierre Bernard (Nîmes Olympique/AS Saint-Étienne)              | 90 | 90 | 90 |     | 90 | 90 | 90 | 90 |
| Georges Carnus (Stade français) (1re sélection)                |    |    |    | 90  |    |    |    |    |
| Défenseurs                                                     |    |    |    |     |    |    |    |    |
| André Lerond (Stade français) (dernières sélections)           | 90 | 90 | 90 | 90  |    |    |    |    |
| Jean Wendling (Stade de Reims) (dernières sélections)          | 90 | 90 | 90 |     |    |    |    |    |
| André Chorda (Girondins de Bordeaux)                           | 90 |    |    | 90  | 90 | 90 | 52 | 90 |
| Bruno Rodzik (Stade de Reims) (dernières sélections)           |    | 90 | 90 | 90  |    | 90 | 90 |    |
| Marcel Adamczyk (Lille OSC) (1re et dernière sélection)        |    |    |    |     | 90 |    |    |    |
| Pierre Michelin (UA Sedan Torcy) (1re sélection)               |    |    |    |     | 90 | 90 | 90 | 90 |
| Marcel Artélésa (AS Monaco) (1re sélection)                    |    |    |    |     | 90 | 90 | 90 | 90 |
| Georges Casolari (AS Monaco) (1re sélection)                   |    |    |    |     |    |    |    | 90 |
| Milieux                                                        |    |    |    |     |    |    |    |    |
| Yvon Goujon (Stade Rennais UC/FC Rouen) (dernières sélections) | 90 | 90 |    |     |    | 90 | 90 | 90 |
| Maryan (UA Sedan Torcy)                                        | 90 | 90 | 90 | 90  |    |    |    |    |
| René Ferrier (AS Saint-Étienne)                                | 90 |    |    |     |    | 90 |    |    |
| Joseph Bonnel (US Valenciennes-Anzin)                          | 90 | 90 | 90 | 90  | 90 |    |    |    |
| Robert Herbin (AS Saint-Étienne)                               |    | 90 | 90 | 90  |    | 90 | 90 | 90 |
| Théo (AS Monaco) (2de et dernière sélection)                   |    |    |    |     | 90 |    |    |    |
| Jean-Claude Piumi (US Valenciennes-Anzin) (2de sélection)      |    |    |    |     |    |    | 90 |    |
| Lucien Muller (Real Madrid) (15e sélection)                    |    |    |    |     |    |    |    | 90 |
| Attaquants                                                     |    |    |    |     |    |    |    |    |
| Yvon Douis (AS Monaco)                                         | 90 | 90 | 90 | 90  | 90 | 90 | 90 |    |
| Serge Masnaghetti (US Valenciennes-Anzin) (uniques sélections) | 90 |    |    |     |    |    |    | 90 |
| Paul Sauvage (Stade de Reims) (5e sélection)                   | 90 |    |    |     |    |    |    |    |
| Lucien Cossou (AS Monaco)                                      |    | 90 | 90 | 45  | 90 |    |    |    |
| Maryan Wisnieski (RC Lens) (dernières sélections)              |    | 90 | 90 | 90  |    |    |    |    |
| Paul Chillan (Nîmes Olympique) (uniques sélections)            |    |    | 90 | r45 |    |    |    |    |
| Fleury Di Nallo (Olympique lyonnais)                           |    |    |    | 90  |    |    |    |    |
| Laurent Robuschi (Girondins de Bordeaux) (4e sélection)        |    |    |    |     | 90 |    |    |    |
| Jean-Louis Buron (FC Rouen) (uniques sélections)               |    |    |    |     | 90 | 90 | 90 | 90 |
| Georges Lech (RC Lens) (1re sélection)                         |    |    |    |     |    | 90 | 90 | 90 |